# Calcaneum oporinum
Calcaneum oporinum là một loài tò vò trong họ Ichneumonidae.